# 中平昌

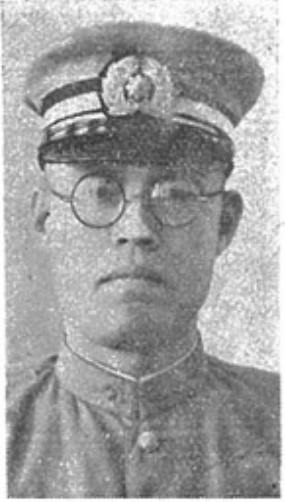
中平昌

中平 昌（なかひら さかん、1900年（明治33年）11月12日 - 1985年（昭和60年）3月8日)は、昭和時代前期の台湾総督府官僚。

## 経歴・人物
中平藤吉の長男として高知県安芸郡川北村（現・安芸市川北）に生まれる。1920年（大正9年）1月、高知税務署に奉職するが、のち職を辞し明治大学法科専門部に入り、1925年（大正14年）3月に卒業し、同年11月に高等試験行政科に合格する。
翌年渡台し、台湾総督府財務局税務課勤務を皮切りに台南州税務課長、新竹郡守、台南州内務部地方課長、台北州内務部地方課長を経て、1936年（昭和11年）10月に台中州警務部長に就任。ついで台湾総督府事務官財務局税務課長、専売局参事庶務課長、同局総務課長を経て、1943年（昭和18年）3月に台湾総督府食糧局長に就任した。
1944年（昭和19年）8月に台湾総督府専売局長に就任し、翌年の終戦を迎えている。